# Forza Motorsport (2023)
Forza Motorsport es un videojuego de simulación de carreras desarrollado por Turn 10 Studios y publicado por Xbox Game Studios. Es la decimotercera entrega principal de la serie Forza y salió en Windows y Xbox Series X/S. 
Aunque es el octavo título de Forza Motorsport, que sucede a Forza Motorsport 7, es un reinicio de la subserie titular, abandonando la numeración secuencial de los títulos anteriores. Forza Motorsport salió a la venta el 5 de octubre de 2023, como acceso anticipado para los jugadores que compraron la edición Premium o los jugadores de Xbox Game Pass que compraron el DLC Premium Add-Ons, y se lanzó el 10 de octubre de 2023, para el resto de jugadores.

## Jugabilidad
Forza Motorsport es un juego de simulación de carreras. El videojuego cuenta con más de 500 vehículos y 800 mejoras, así como 20 circuitos de nueva construcción. Entre los vehículos que se han anunciado hasta ahora hay unos 80 de todas las épocas y tipos de vehículos de carreras. Aunque más de 100 de ellos serán nuevos en la serie, muchos regresarán de juegos anteriores de Forza Motorsport.
Forza Motorsport incluirá elementos como el trazado de rayos en tiempo real en la pista, desgaste de los neumáticos, hora del día dinámica, cambios en el modelo de daños con daños mejor definidos, desconchones de pintura y acumulación de suciedad. Habrá otros efectos, como "vida animada en la pista", "iluminación basada físicamente y efectos volumétricos de niebla", y "un sistema de nubes totalmente procedural".El juego también incluye un modo carrera para un jugador y varios modos multijugador online. En su lanzamiento, Forza Motorsport contará con cuatro packs de DLC para los jugadores.

## Desarrollo y lanzamiento
Forza Motorsport se anunció por primera vez en Xbox Showcase en 2020. La fecha de lanzamiento de Forza Motorsport estaba prevista para la primavera de 2023, pero posteriormente se cambió a finales de ese mismo año. El acceso anticipado al juego se abrió el 5 de octubre de 2023 para todos los poseedores de la Premium Edition y del Premium Add-Ons Bundle, y el juego se lanzó por completo el 10 de octubre de 2023. En una entrevista con GamesRadar+, Chris Esaki, director creativo de Turn 10 Studios, hizo hincapié en el compromiso del equipo de "ampliar los límites del realismo" en Forza Motorsport, y describió el juego como el "juego de carreras técnicamente más avanzado jamás creado".

## Recepción
Según el agregador de críticas Metacritic, Forza Motorsport recibió críticas generalmente favorables por parte de la crítica.<ref>«Forza Motorsport». Metacritic (en inglés). Consultado el 16 de octubre de 2023.</ref